# Dominik Köninger
Dominik Köninger (geboren in Heidelberg) ist ein deutscher Opernsänger der Stimmlage Bariton. Er ist seit 2012 Ensemblemitglied der Komischen Oper Berlin.

## Leben und Werk
Köninger studierte an der Opernschule in Karlsruhe bei Roland Hermann und besuchte Meisterkursen bei Brigitte Fassbaender, Ann Murray, Rudolf Piernay und Kurt Moll. Erste Engagements führten ihn zu den Schwetzinger Festspielen, an das Badische Staatstheater in Karlsruhe und zu den Ludwigsburger Schlossfestspielen. In der Spielzeit 2006/07 war er Ensemblemitglied am Tiroler Landestheater Innsbruck. Danach war er für zwei Jahre lang Mitglied des Internationalen Opernstudios an der Hamburgischen Staatsoper. In der Folge gastierte er im Theater an der Wien und an der Wiener Volksoper, an der Deutschen Oper Berlin sowie an den Staatsopern von Hamburg, München und Stuttgart. Im Sommer 2009 verkörperte er beim Schleswig-Holstein Musik Festival und in Schweden den Jesus in der szenischen Fassung der Johannes-Passion, inszeniert vom US-amerikanischen Regisseur Robert Wilson. Sein Opernrepertoire reicht vom Barock bis ins 20. Jahrhundert, mit deutlichen Schwerpunkten auf Mozart und Offenbach.
Seit 2012 ist Köninger Ensemblemitglied der Komischen Oper Berlin unter Leitung des Regisseurs Barrie Kosky. Seine erste Partie dort war die Titelrolle in Monteverdis in L’Orfeo. Gastspiele mit Produktionen der Komischen Oper führten ihn als Papageno ans Edinburgh International Festival, an das Gran Teatre del Liceu in Barcelona und an die Opéra-Comique in Paris sowie als Agamemnon an das Festspielhaus St. Pölten. 2013 gastierte er als Guglielmo in Tokyo.
Köninger tritt auch regelmäßig in Konzertsälen auf. Er gab Liederabende in der Londoner Wigmore Hall und beim Beethovenfest Bonn, sang in Bach-Kantaten und Schubert-Messen, in Schumanns Das Paradies und die Peri, in Händels Messias und in Mozarts Krönungsmesse und absolvierte eine Tournee mit dem Weihnachtsoratorium, gespielt von B’Rock unter Leitung von René Jacobs.
Im April 2018 wird er in einer Pierre-Audi-Inszenierung der Johannes-Passion in Rouen den Jesus verkörpern.

## Rollen (Auswahl)
- Bizet
  - Dancairo und Morales in Carmen

- Debussy
  - Pelléas in Pelléas et Mélisande

- Händel
  - Titelpartie in Giulio Cesare in Egitto

- Monteverdi
  - Titelpartie in L’Orfeo
  - Nerone in Il ritorno d’Ulisse in patria

- Mozart:
  - Conte Almaviva in Le nozze di Figaro
  - Guglielmo in Così fan tutte
  - Pagageno in Die Zauberflöte

- Offenbach:
  - Agamemnon in La Belle Hélène
  - Prinz von Mantua in Fantasio
  - Titelpartie in Les contes d’Hoffmann

- Prokofjew
  - Pantaloon in Die Liebe zu den drei Orangen

- Puccini:
  - Schaunard in La Bohème

- Rossini:
  - Figaro in Il barbiere di Siviglia
  - Dandini in La Cenerentola

- Straus:
  - Victorian Silvius in Die Perlen der Cleopatra

- Strauß:
  - Dr. Falke in Die Fledermaus

- Giuseppe Verdi:
  - Marullo in Rigoletto

- Weber:
  - Kilian und Ottokar in Der Freischütz

## Aufnahmen
- 2009: Schubert: Messen in As-Dur und Magnificat D486 (Immortal Bach Ensemble, Leipziger Kammerorchester, Morten Schuldt-Jensen, Naxos)
- 2011: Poulenc: Dialogues des Carmélites, Theater an der Wien, Radio-Symphonieorchester Wien, Bertrand de Billy (Oehms)
- 2011: Carl Orff: Carmina Burana, Schleswig-Holstein-Festival Chor, Martin Grubinger, Klavierduo Önder (Sony)

## Auszeichnung
- 2011: Erster Preis beim Wigmore Hall Liedwettbewerb